# Philipp von Antiochia
Philipp von Antiochia (auch Philipp von Tripolis; † 1226 im Gefängnis in Sis) aus der Familie der Ramnulfiden war König von Armenien von 1222 bis 1224 als Ehemann der Königin Isabella (Zabel), der Tochter des Königs Leo II. aus der Familie der Rubeniden.
Er war ein Sohn von Bohemund IV., Fürst von Antiochia und der Plaisance Embriaco von Gibelet. Er heiratete im Januar 1222 die etwa zehnjährige Isabella, die seit 1219 Königin von Armenien war, und wurde aus ihrem Recht im Juni 1222 zum König gekrönt.
Philipp hatte geschworen, die Gebräuche der armenischen Kirche zu respektieren, blieb aber weiterhin katholisch, lehnte es ab sich einen Bart wachsen zu lassen, versuchte armenische Barone durch fränkische zu ersetzen und plünderte das Königreich zugunsten der Franken aus. Er soll sogar die Einrichtung des Palastes und die königliche Krone nach Antiochia geschickt haben. Nach dreijähriger Regierung wurde er von den Baronen Ende 1224 gefangen genommen. Nach einer Quelle hatten sich die Gefolgsleute des Hethumiden Konstantin von Lambron als Jäger verkleidet, die angeblich eine Nachricht zu überbringen hatten und so nachts in seine Schlafkammer eindrangen und ihn trotz der Proteste seiner Gattin entführten. Er wurde in Sis gefangen gehalten, eine Quelle ständigen Streits mit Antiochia, bis er 1226 an Gift starb.
Isabella wurde noch im Mai oder Juni des gleichen Jahres mit Konstantins Sohn Hethum verheiratet, der der Begründer der Königsdynastie der Hethumiden wurde.